# 笹の越隧道
笹の越隧道（ささのごえずいどう）は、高知県四万十町にある高知県道323号作屋影野停車場線の道路トンネル。2021年現在のトンネルは昭和20年代に改修されたもので、それ以前の窪川営林署が建設した林道森ヶ内線時代のトンネルは明治時代に掘削、利用された。

## 概要
1904年（明治37年）、松葉川にある国有林の木材搬出のため、当時の松葉川村森ヶ内から仁井田村下呉地まで約20kmの林道が計画され、その林道の難所となりそうな笹之越にはトンネルを通すこととした。トンネル工事は機械の調達がうまくいかず、ノミなどの道具によってほぼ人力で掘削された。林道時代のトンネルは内部は素掘り、トンネル抗口は補強のために石積みの上に煉瓦のアーチが施されていた。木材輸送は道路横に敷設されたレールを使って森林軌道により行われていたが、林道の道路部分は馬車や歩行者も通行していた。
時代が下ると鉄道輸送の需要がなくなり、道路需要が拡大したため、それに対応するために当トンネルも拡幅工事の上、コンクリートで施工された。改修工事の完成年次はトンネル点検記録で1948年、窪川町史で1952年と記載されている（トンネル抗口の扁額には笹之越隧道の文字の下に昭和二十三年十二月竣工と掘られている）。

## 沿革
- 1904年（明治37年）：計画立案
- 1905年（明治38年）：起工
- 1906年（明治39年）：完成
- 1952年（昭和27年）：拡幅およびコンクリート巻に改修